# Zlatá Ktiš (osada)

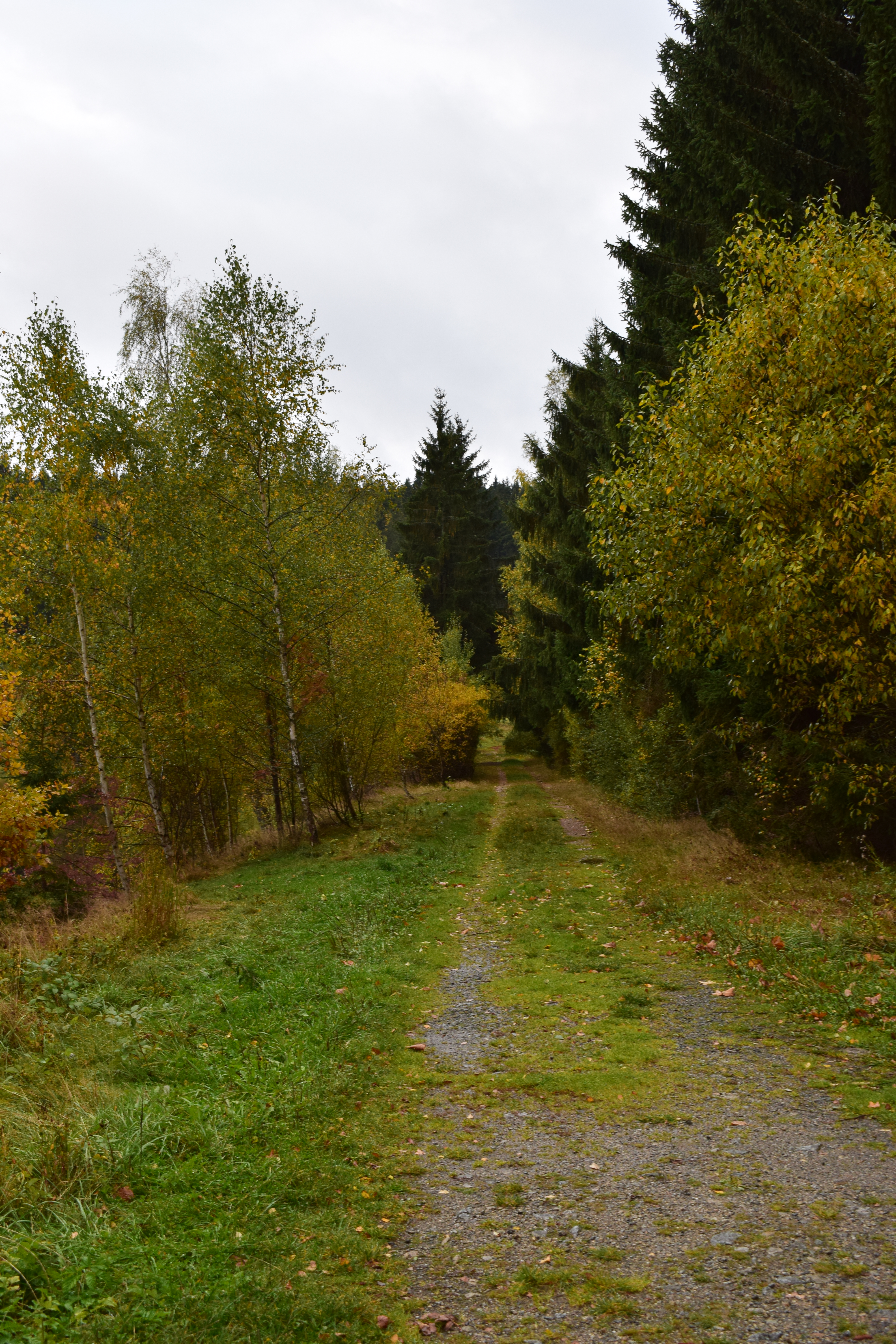
Cesta po hrázi přilehlé klauzury Zlaté Ktiše

Zlatá Ktiš (něm. Goldentisch) je zaniklá osada, která stávala na březích (převážně na severním) klauzury Zlatá Ktiš, necelý kilometr od osady Žofín. Původně byla rozdělena mezi tehdejší obce Lužnice a, podle Chytila, Velký Jindřichov. Podle Koblasy však druhá část spadala pod Staré Hutě, přičemž tento díl osady byl dle jeho názoru větší. V současnosti náleží katastrálním územím Pivonice u Pohorské Vsi a Staré Hutě u Horní Stropnice.

## Historie
Osada Goldentisch byla vystavěna v roce 1791 a žili v ní především dřevorubci a voraři, kteří plavili dřevo po říčce Černé, k čemuž využívali i v roce 1789 vybudovanou stejnojmennou vodní nádrž. V době největšího rozkvětu zde stálo 11 domů a po celou dobu byla součástí novohradského panství. Po skončení druhé světové války a následnému odsunu Němců, nebyla osada dosídlena a zanikla. Jako neobydlenou, ale se staveními, ji uvádí ve svém průvodci Jižní Čechy: Jižní Pošumaví a Šumava z roku 1948 Rudolf Máša. Z osady se dochovaly jen téměř nepatrné stopy po zástavbě a starý kamenný křížek.